# Pycnogonum stylidium
Pycnogonum stylidium är en havsspindelart som beskrevs av Child, C.A. 1995. Pycnogonum stylidium ingår i släktet Pycnogonum och familjen Pycnogonidae. Inga underarter finns listade i Catalogue of Life.